# Мониторы типа «Милуоки»
Мониторы типа «Милуоки» (англ. Milwaukee — серия речных двухбашенных мониторов, построенных для флота США во время Гражданской войны в Америке. Предназначались для службы на реке Миссисипи, но участвовали также в прибрежных операциях против портов Конфедерации. «Виннебаго» и «Чикасо», из данного типа, отличились во время битвы в заливе Мобил, успешно атаковав (вместе с более крупным монитором «Манхэттен») и принудив к капитуляции броненосец южан «Теннесси». «Милуоки» погиб на минах в 1865 и затонул без потерь в экипаже; остальные три корабля были исключены из состава флота в 1874.

## История
Река Миссисипи имела критическое значение в ходе Гражданской Войны в США, как ключевая транспортная артерия в тылу у южных штатов. По реке и её притокам осуществлялась значительная часть внутренних коммуникаций Конфедерации; река также была единственной связью Конфедерации с Техасом и Индейскими Территориями, откуда Конфедерация получала часть жизненно важных ресурсов.
Федералисты отлично понимали значение Миссисипи для конфедератов. В 1862—1863, федеральные армия и флот начали масштабную кампанию по установлению контроля над рекой при помощи флотилии речных броненосных канонерок, спускавшихся вниз по реке, и эскадры океанских кораблей адмирала Дэвида Фаррагута, поднимавшейся вверх по реке от захваченного северянами Нового Орлеана. Несмотря на успешный итог в 1863, в ходе кампании северяне столкнулись с рядом помех, в частности, со стороны конфедеративных речных броненосцев.
После успешного дебюта «Монитора» в битве на Хэмптонском рейде в 1862 году, военно-морской департамент США счел этот тип низкобортных башенных броненосцев идеальными кораблями для действий в прибрежных водах и на реках. В связи с этим, было решено построить небольшие мониторы с малой осадкой специально для действий на Миссисипи; адмиралы полагали, что в стесненных условиях навигации на реке, свободный манёвр огнём, предоставляемый башенным расположением орудий, даже важнее чем на море.
За реализацию программы взялся богатый северный промышленник Джеймс Идс, ранее уже построивший в кратчайшие сроки серию бронированных канонерок для действий в верховьях Миссисипи. В 1862—1863 им были построены два колесных монитора типа «Неошо» и экспериментальный винтовой однобашенный монитор «Озарк». Сочтя полученный опыт удачным, Идс приступил к строительству более сильных, двухбашенных мониторов по заказу флота.

## Башня Идса
Отличительной чертой мониторов типа «Милуоки» были их носовые башенные установки. Разработанные американским промышленником и изобретателем Джеймсом Идсом, они представляли собой особый, весьма совершенный по меркам времени тип орудийной башни, существенно отличавшийся от башен конструкции Джона Эрикссона или Купера Кольза.
В то время как башня Эрикссона вращалась на центральном стержне, а башня Кольза — на кольце из роликов в углублении броневой палубы, основание башен конструкции Идса уходило глубоко под броневую палубу и опиралось на роликовый круг ниже неё. Таким образом достигалась высокая устойчивость конструкции башни. Внутри цилиндра башни, располагалась независимо вращающаяся платформа с двумя орудиями, которая могла подниматься и опускаться. В походном положении, платформа с орудиями опускалась вниз, под броневую палубу, для уменьшения верхнего веса; для выстрела, платформа поднималась вверх, к амбразурам, и после выстрела — вновь опускалась под палубу для безопасной перезарядки. За счет возможности двигать платформу вверх и вниз, становились возможны весьма широкие углы вертикального наведения орудий при сравнительно небольших амбразурах.
Башни Идса отличала очень высокая по меркам времени механизация. Все операции — компенсация отката, возвращение откатившихся орудий на место, горизонтальная и вертикальная наводка, перезарядка — осуществлялись с помощью движимых паром приспособлений. За счет этого, удалось существенно повысить темп стрельбы (фактически, доведя его до максимального доступного в то время для тяжелых орудий) и сократить орудийную прислугу в башен до шести человек; для сравнения, башня Эрикссона требовала втрое большего расчета при орудиях.
Недостатками башен Идса являлась их высокая механическая сложность и стоимость. Кроме того, обилие паропроводов, подводящих пар к различным механизмам, в бою могло привести к опасным прорывам нагретого пара при получении повреждений.

## Конструкция
Как и предшествующие корабли Идса, мониторы типа «Милуоки» были рассчитаны для службы на реке. Это предопределило главное требование: малую осадку, не превышающую 1,8 метра, и высокую маневренность. Они были плоскодонными, водоизмещением около 1300 тонн, что делало их самыми крупными речными мониторами, построенными в годы Гражданской Войны. Длина их составляла 69,8 метра, а ширина — 17,1 метр. При столь малой осадке, чтобы разместить орудия и механизмы, палубу пришлось сделать приподнятой в центральной части, подобно черепашьему панцирю.
Подобно всем американским мониторам того времени, корабли имели палубу без надстроек. Их надводный борт возвышался над водой всего на 80 сантиметров. Над палубой возвышались две орудийные башни, единственная высокая и тонкая дымовая труба, и высоко приподнятая рубка.

### Вооружение
Вооружение мониторов было установлено в двух орудийных башнях; носовой конструкции Идса, и кормовой — конструкции Эрикссона. В каждой из башен стояло по две 279-миллиметровые гладкоствольные пушки Дальгрена, способные стрелять ядрами весом до 75 кг и бомбами весом до 70 кг. На небольших дистанциях, эти орудия были достаточно эффективны против двуслойной 100 миллиметровой наклонной брони, обычно использовавшейся броненосцами южан.
За счет опускающейся орудийной платформы, предельный угол возвышения орудий в носовой башне Идса составлял 20 градусов, в то время как в кормовой (конструкции Эрикссона) угол возвышения орудий не превышал 10 градусов, что сказывалось на их дальнобойности.

### Броневая защита
Башни монитора были защищены слоистой броней, состоявшей из восьми слоев 25 миллиметровых железных плит; общая толщина броневой защиты составляла около 200 миллиметров, но слоистая броня в целом защищала хуже чем сплошные плиты той же толщины. Промышленность США, перегруженная военным заказами, испытывала проблемы с освоением производства толстых броневых плит (особенно изогнутых, необходимых для башен), и поэтому слоистая защита выглядела разумным компромиссом.
Борта корабля были прикрыты тремя слоями 25 миллиметровых плит (общей толщиной 75 миллиметров) на тиковой подкладке, толщиной 380 миллиметров. Палуба корабля, сильно выгнутая вверх в центре (чтобы при столь малой осадке разместить в корпусе экипаж и механизмы) была защищена железными плитами толщиной 19 миллиметров; «Милуоки» и «Винебаго», строившиеся самим Идсом в итоге получили дополнительную защиту палубы в виде второго слоя плит.

### Силовая установка
Мониторы типа «Милуоки» приводились в движение двумя двухцилиндровыми паровыми машинами без конденсаторов, приводившими в действие четыре винта. Такое количество движителей было связано с малой осадкой кораблей. Пар обеспечивали шесть котлов паровозного типа. Скорость кораблей на мерной миле достигала 9 узлов.

## Служба

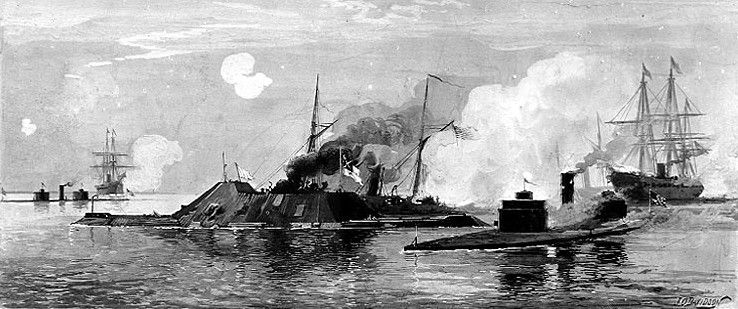
«Виннебаго» и «Чикасо» в бою с броненосцем южан «Теннесси»

Все четыре монитора типа «Милуоки» вступили в строй весной-летом 1864 года. К этому времени, основные боевые действия на Миссисипи завершились, и на долю федеральных кораблей в основном выпадала поддержка войск на берегу, либо отражение рейдов южан. Поэтому, после нескольких месяцев патрулирования реки, два первых корабля серии — «Виннебаго» и «Чикасо» — перевели вниз по течению, и включили в состав эскадры адмирала Фаррагута, готовящейся к наступлению на порт Мобил в штате Алабама.
Ввиду наличия у южан в Мобиле броненосцев, Фаррагут считал необходимым наличие в составе его эскадры собственных броненосных кораблей. Ему прислали два больших береговых монитора типа «Каноникус» — «Текумсе» и «Манхэттен», и, так как двух кораблей было недостаточно, эскадру усилили речными мониторами «Виннебаго» и «Чикасо». Несмотря на малую осадку и слабую мореходность, оба корабля хорошо перенесли переход морем к Мобилу.
В ходе прорыва флота северян у форта Морган, прикрывавшего подступы к Мобилу, «Виннебаго» и «Чикасо» приняли активное участие в завершающей фазе сражения, вместе с монитором «Манхэттен» («Текумсе» погиб на минах при прорыве) вступив в бой с конфедеративным броненосцем CSS Tennessee. В то время как конфедеративный броненосец сконцентрировал своё внимание на более крупном и сильном «Манхэттене», «Чикасо» сумел зайти к CSS «Теннесси» с кормы и почти в упор начал всаживать в противника снаряд за снарядом. Хотя снаряды «Чикасо» не смогли пробить броню CSS «Теннесси», его атака имела решающее значение, так как ядра заклинили ставни орудийных портов конфедеративного броненосца, и перебили приводы руля, по неизвестной причине проходившие поверх палубы CSS «Теннесси». Оказавшись в беспомощном положении, конфедеративный броненосец сдался.
После этой битвы, «Виннебаго» и «Чикасо» продолжали действовать, помогая подавлять отрезанные от тыла конфедеративные укрепления. В октябре, к ним добавились два оставшихся монитора — «Милуоки» и «Кикапо». Все четыре корабля участвовали во взятии Мобила в 1865; при этом, «Милуоки» подорвался на мине и затонул, но весь его экипаж спасся.
В конце войны, «Виннебаго» охранял федеральные конвои на реке Блэкли, в штате Алабама. Он также участвовал в блокаде Томбигби-Ривер, где укрылись оставшиеся броненосцы южан.
После войны, все три уцелевших корабля были выведены из действующего флота. В 1869 году все три были кратковременно переименованы, но в том же году получили вновь прежние имена. В 1874 году, флот счел бессмысленным сохранять в своем составе речные мониторы, и корабли были проданы. «Чикасо» при этом был переделан его гражданскими владельцами в колесный паром «Голдсборо», и активно использовали вплоть до 1944 года. Остов корабля был обнаружен в 2004 году.